# ألفريدو بوسيتو
ألفريدو بوسيتو (بالإسبانية: Alfredo Pussetto)‏ هو لاعب كرة قدم أرجنتيني في مركز الوسط، (ولد في Cañada Rosquín ‏ في الأرجنتين القرن 20 و 1998  م). لعب مع أتليتيكو رافائيلا.

## وصلات خارجية
- ألفريدو بوسيتو على موقع قاعدة بيانات كرة القدم.إي يو (الإنجليزية)
- ألفريدو بوسيتو على موقع Soccerway.com (الإنجليزية)